# Гейтли, Стивен
Стивен Патрик Дэвид Гейтли (Stephen Patrick David Gately, 17 марта 1976 — 10 октября 2009) — ирландский певец, актёр, танцор, музыкант и автор песен, который, вместе с Ронаном Китингом, был одним из двух ведущих исполнителей поп-группы Boyzone. Все студийные альбомы Boyzone были хитом номер один в Великобритании, и третьими на международном уровне. Вместе с Boyzone у Гейтли было шестнадцать синглов, вошедшие в пятёрку хит-парада UK Singles Chart. Глобально выступил для миллионов поклонников. В 2000 году он выпустил сольный альбом, первый после распада группы, который попал в верхние строчки чартов Великобритании, и три сингла, ставшие хитами. Гейтли продолжал появляться в телевизионных программах и сочинять песни для различных проектов. В 2008 году воссоединился с коллегами по Boyzone для выступления на концертах и студийных записей.
Гейтли сочетался однополым браком с Эндрю Коулсом в 2003 году в Лас-Вегасе, а в 2006 году в формальной церемонии гражданского партнёрства в Лондоне. Гейтли публично признался о своей гомосексуальности, совершив каминг-аут в 1999 году. Он был первым в группе, сделавшим это. После реформирования Boyzone Гейтли снялся в своём последнем клипе на песню Better. Гейтли был обнаружен мёртвым в совместной с Коулсом квартире в Мальорке, Испания 10 октября 2009 года. Брайан Бойд сказал в The Irish Times, что «смерть Стивена Гейтли это первая трагическая ситуация, с которой приходится иметь дело группе». Тим Тимен в The Times объявил Гейтли героем в борьбе за гей-права.

## Детство и семья
Гейтли вырос в относительной бедности в районе Шериф-стрит, в Дублине. Он был четвёртым из пяти детей; его отец Мартин был декоратором, а мать уборщицей. Братьев и сестру зовут Мишель, Тони, Алан и Марк. Гейтли воспитывался в католических традициях. Он был особенно близок со своей сестрой Мишель на протяжении всей жизни. Отец Гейтли попал в аварию, в результате чего был госпитализирован в течение трёх месяцев в сентябре 2004 года, и не смог вернуться к работе. Его мать в результате пошла работать на полный рабочий день. Гейтли учился в начальной школе в Сан-Лоуренс и средней школе в North Strand Technical College. Будучи подростком, он участвовал в различных музыкальных и театральных работах в школе, например «Юнона и павлин». Он был отстранён от своих родителей в течение многих лет, но примирился с ними в 2008 году, и посетил их вместе с Эндрю Коулсом в том же году.

## Карьера

### Boyzone
Гейтли присоединился к Boyzone в 1993 году. Группа стала известной во всей Ирландии после печально известного появления на шоу «The Late Late Show», ведущий, впоследствии уволенный, позже заключил: «Они конечно будут смеяться над нами». Первый успех группы за пределами Ирландии пришёл в 1995 году, после песни «Love Me for a Reason», занявшей второе место в чартах Великобритании. Раскол группы произошёл на выступлении в «Point Theatre», Дублин, в 2000 году. К тому времени группа была на шестом месте в чартах. Она рассматривалась, как основная поп-группа 1990-х и широко освещалось их соперничество с группой Take That, которая стала продавать больше синглов, чем они Гейтли разделял вокальную обязанность с Ронаном Китингом.
В феврале 2008 года, после премии Метеор 2008, было объявлено о реформировании группы и их гастрольном туре. После его смерти менеджер группы Луис Уолш сказал, что «он склеивал Boyzone, держа их вместе». На похоронах Гейтли, Китинг рассказал про прозвища, которые дал им умерший: Розалин, Микаэла, Китти, Шенайс и Стефани.

### Сольная карьера
После успеха Boyzone участники группы в 2000 году решили заняться сольной карьерой. Гейтли был первым, выпустив первый сольный сингл «New Beginning», вышедший 29 мая 2000 года. Сингл достиг третьего номера в британских чартах.
Через две недели альбом «New Beginning» был выпущен и вошёл в чарты. В альбом вошли двенадцать треков, включая версию классической песни «Bright Eyes», которую он записал для саундтрека новой телевизионной версии романа Корабельный холм. Он также озвучивал одного из героев.
Вторым синглом альбома был «I Believe». Релиз состоялся 2 октября 2000 года, песня была саундтреком к фильму Билли Эллиот. В Великобритании сингл был одиннадцатым номером. Он присутствовал на премьере фильма на Эдинбургском кинофестивале и в театре Империя на Лестер-сквер, наряду с такими звёздами, как Джули Уолтерс и Джейми Белл. В мае 2001 года был выпущен третий сингл, «Stay», достигший тринадцатого места в британских чартах.
В январе 2007 года Гейтли услышал в радиопостановке «Доктор Кто» продюсер компании Big Finish Productions. Для аудио он записал песню «Children of Tomorrow», с музыкой Тима Саттона и словами Барнаби Эдвардса; это был его первый сольный трек в 2001 году.

### Реформирование Boyzone

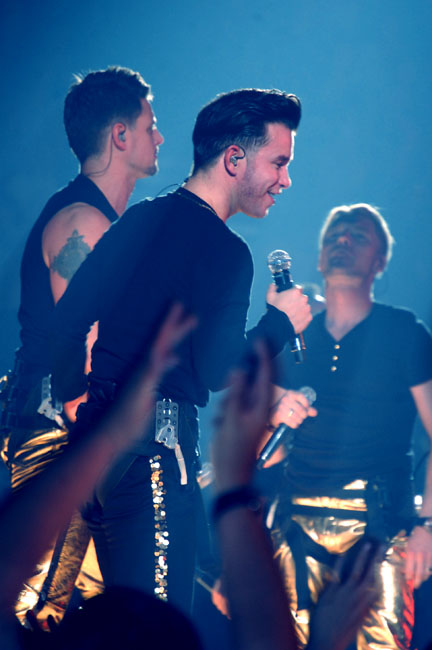
Гейтли в мае 2009 года

В 2008 году Гейтли присоединился к своим коллегам в реформированную группу, следуя примеру возрождённой группы Take That. Гейтли, по его признанию, был рад объединению группы. Они сделали два тура по Великобритании.
Boyzone выпустила новый сингл, «Love You Anyway», следовавший за альбомом Back Again... No Matter What в октябре 2008 года. В декабре 2008 года вышел второй новый сингл, «Better». Видео на песню породило споры, а именно, романтические объятия двух мужчин, что Гейтли преклоняется перед гомосексуальностью. Группа единодушно решила, что Гейтли должно быть разрешено вступить в брак с мужчиной. Он был осуждён, в частности, министром Дромора и Реформистской пресвитерианской церковью. Другие, однако, цитировали веху, как причину почему Гейтли является «гей-героем». Тим Тиман написал в Times Online, «Гейтли показал, что парень может быть поп-звездой и геем…жаль, что им приходится переносить тех руководителей шоу-бизнеса, которые практикуют дискриминацию, как средство набить карманы».
На момент смерти Гейтли группа выбрала тридцать песен, предназначенные для записи нового альбома, выпущенного в 2010 году. После этого должен последовать тур.

### Телевидение и другие работы
В декабре 2002 года взял ведущую роль у продюсера Билла Кенурайта в новом мюзикле Тима Райса и Эндрю Ллойда Уэббера «Иосиф и его удивительный, разноцветный плащ снов», который прошёл на Рождество в Ливерпуле и в феврале 2003 года в театре Друри-Лейн в Лондоне. С сентября 2004 года по март 2005 года Гейтли играл Чилда Картера в мюзикле «Читти Читти Банг Банг» в Лондонском палладиуме.
В 2001 году сыграл самого себя в камео роли ситкома «Ещё по одной».
Гейтли сделал свою дебютную пантомиму в театре Черчилля, Бромли в декабре 2005 года, исполнив главную роль Дендини в Золушке. В апреле 2006 года взял роль Страшилы в «Волшебнике страны Оз», сыгранную в театре Марлоу, Кентербери.
Принял участие во второй серии шоу «Танцы на льду», партнёром Гейтли была Кристина Ленко. В финале 10 февраля 2007 года они заняли восьмое место.
В марте 2007 года озвучивал аудио постановки «Доктор Кто» и «Ужас в Глем Роке».
В сентябре 2007 года Гейтли начал гастроли по Великобритании с мюзиклом Стивена Шварца «Godspell», но уже через три недели отказался из-за условий договора.
В 2008 году Гейтли появился в независимом фильме ужасов «Кредо», который был выпущен в США под названием «Проклятие дьявола».

### Благотворительность
Гейтли был вице-патроном благотворительного общества «Пропавшие без вести», в котором действует телефон доверия для молодых людей. Он был послом общества «Дети Каудуэлла» в Сток-он-Тренте и пожертвовал тысячу фунтов для подготовки к Рождеству. После его смерти семье Гейтли были присланы цветы от благотворительного общества с соболезнованиями. Они пожертвовали обществу ещё тысячу фунтов в знак памяти Гейтли. Из многочисленных благотворительных работ священник отметил посещение госпиталя для тяжелобольных детей — одному ребёнку понравилась куртка Гейтли, которую певец тут же ему подарил; через час ребёнок умер.

### Сочинения
За три года до смерти Гейтли написал фантастический роман для детей «Дерево года». В апреле 2009 года в интервью «Press Association» он заявил, что роман почти закончен, есть заинтересованный издатель и выход книги запланирован на Рождество 2009 года. Ронан Китинг, одногруппик Гейтли по Boyzone, сказал, что книга «всеми правдами и неправдами» будет закончена к похоронам Стивена.
Книга была дописана в сотрудничестве с Джейн Консидайн и Жюлем Уильямсом. Они основывались на рукописных набросках Гейтли. Книга, опубликованная издательством Hodder & Stoughton, была выпущена 13 мая 2010 года. Она содержит предисловие Элтона Джона и Дэвида Ферниша, и иллюстрирована Кит Уилсон. «Дерево года» оставался бестселлером в течение трёх недель. Версия книги в мягкой обложке будет выпущена в апреле 2011 года.

## Личная жизнь
Гейтли расстался со своим первым бойфрендом, Стивеном Говардом, в 1993 году. Говард стал наркоманом и в 1995 году покончил жизнь самоубийством через повешение. В этом же году для «Own Story» Гейтли выбрал двух женщин, как свой любовный интерес, потому что «обе очень сексуальны». В конце 1997 года он появился на обложке журнала «Smash Hits», в котором изъявил желание поцеловать членов женской группы Eternal.
19 марта 2006 года Гейтли вступил в однополый брак с Эндрю Коулесом на церемонии в Лондоне.

## Смерть
Гейтли скоропостижно скончался в своих апартаментах в Андрайче, Майорка, 10 октября 2009 года. Его тело было обнаружено позже утром. Смерть произошла из-за отёка легких, как результат невыявленной дисфункции сердца. Токсикологические тесты, проведённые 13 октября, показали, что Гейтли умер ненасильственной смертью, а в результате врождённого порока развития сердца. Токсикологи, таким образом, подтвердили заявление партнёра Гейтли, Коулса, что певец курил коноплю.

## Сольная дискография

### Альбом
- New Beginning (Universal Music, 2000 год) [9 место в Великобритании]

### Синглы
| Год  | Название                      | Позиция в британских чартах |
| ---- | ----------------------------- | --------------------------- |
| 2000 | «New Beginning»/«Bright Eyes» | 3                           |
| 2000 | «I Believe»                   | 11                          |
| 2001 | «Stay»                        | 13                          |
| 2007 | «Children Of Tomorrow»        | —                           |

### Другие песни
| Год  | Название     | Примечание              |
| ---- | ------------ | ----------------------- |
| 1999 | «Chiquitita» | Из сборника «ABBAmania» |